# Musée de l'aviation de Lyon-Corbas
 (novembre 2023).
Situé sur l'aérodrome de Corbas, au sud de Lyon, le musée de l'aviation Clément-Ader présente au public une collection d'aéronefs, de moteurs et d'équipements représentatifs du patrimoine aéronautique national. Initié par l'association Espaces Aéro Lyon-Corbas (EALC), il a été inauguré en avril 2013.

## Présentation générale
Le musée est géré par une association à but non lucratif (association EALC reconnue d'intérêt général), forte d'une centaine de membres, tous bénévoles, et qui restaure depuis 2003 des aéronefs, moteurs et équipements dans le but de les présenter au public. L'ouverture au public est effective depuis décembre 2012,. Le musée expose depuis lors une trentaine d'aéronefs (avions, hélicoptères, planeurs, parapentes, drones), des moteurs de tous types (thermiques, réacteurs, turbines d'hélicoptères, moteurs spatiaux, des équipements (sièges éjectables, équipements de navigation, tenues) ainsi qu'une collection de maquettes et dioramas au sein de bâtiments occupés autrefois par le 5e Groupe d'Hélicoptères Légers de l'aviation légère de l'armée de terre (ALAT). Les ressources du musée proviennent de ses visiteurs (droits d'entrée et boutique), des cotisations des membres de l'association ainsi que de dons et de quelques subventions des collectivités territoriales.

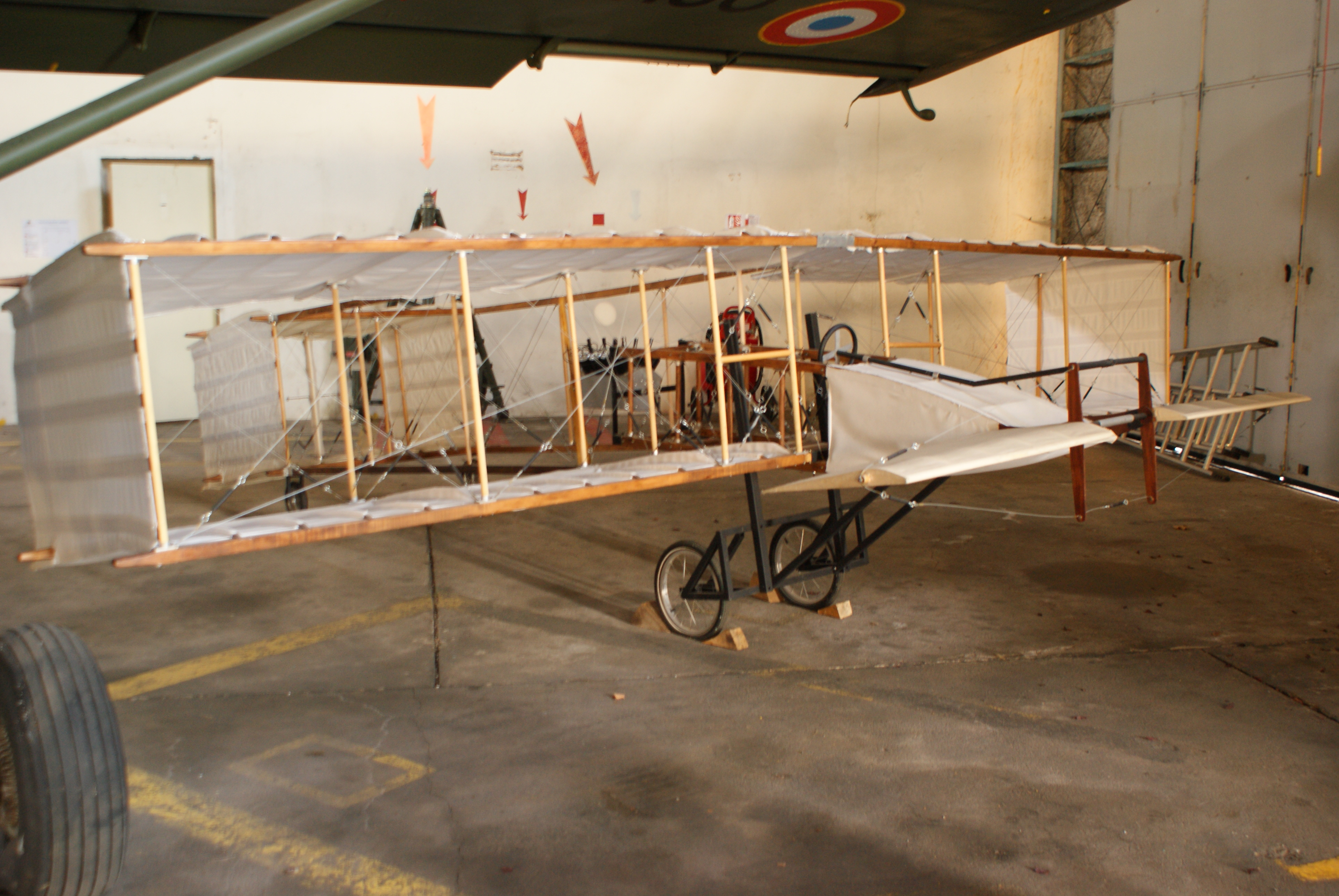
Aéroplane Zipfel de 1908

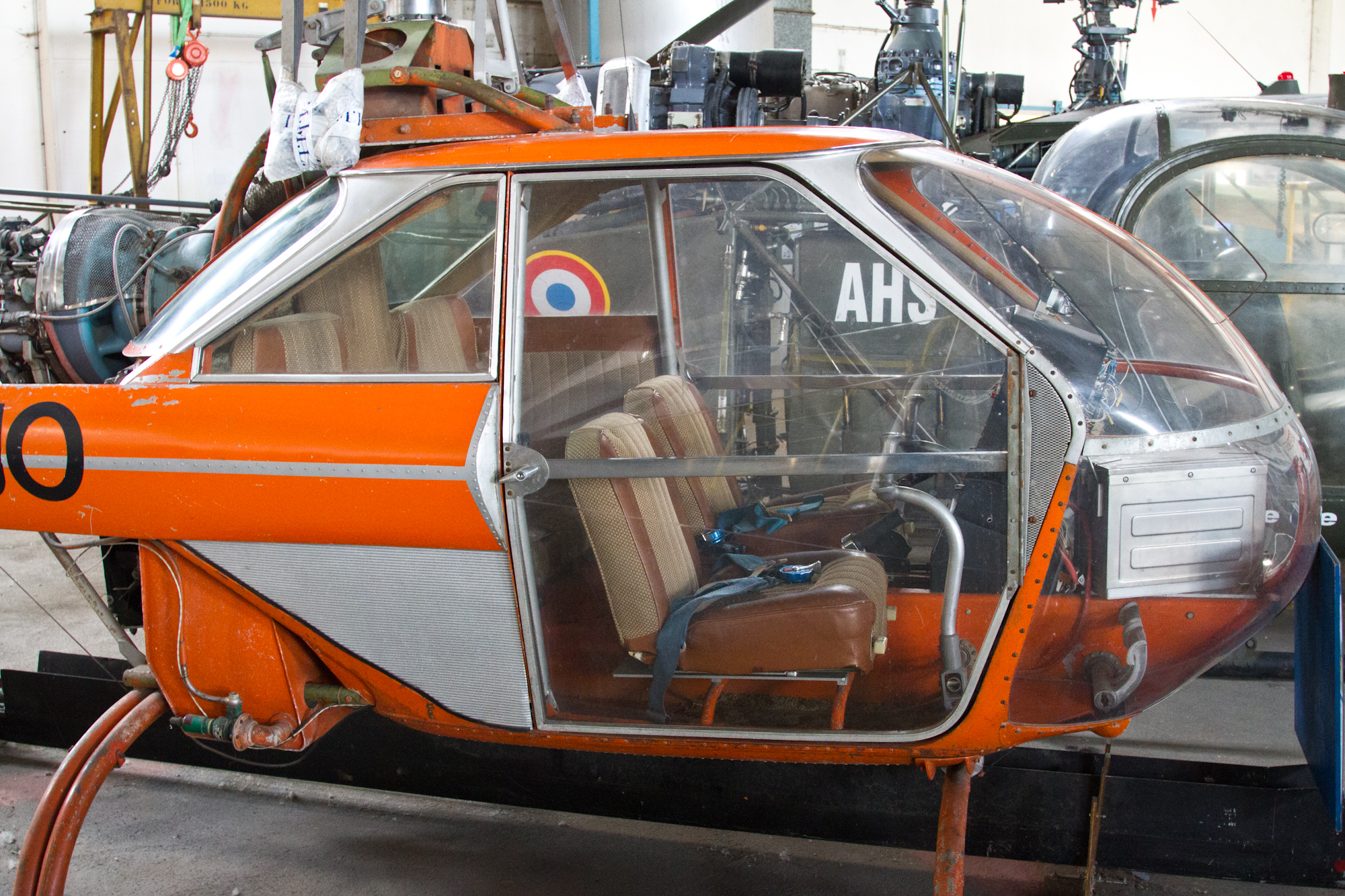
Déchaux Hélicop-Jet

Disposant d'une surface d'exposition évaluée à 4 000 m2, le musée présente la totalité de ses collections à l'abri des intempéries. Une dizaine d'aéronefs supplémentaires lui a été confiée mais ne peut être exposée pour l'instant faute d'espaces couverts pour l'abriter.
Certains des appareils présentés sont des pièces uniques (prototype Dassault Mirage III R no 02, hélicoptère Déchaux Hélicop-Jet, réplique d'un aéroplane Zipfel de 1908 et de la Demoiselle de Santos Dumont datant de 1909). D'autres ont été remarqués par la qualité de leur restauration (Dassault Mirage IV-P no 28 qui a été classé Monument historique en avril 2015 et Dassault MD 450 Ouragan n°297 qui a obtenu le Grand Prix de l'Aéroclub de France 2020) ou de leur présentation (SEPECAT Jaguar E "30e anniversaire"). À ce titre, le musée bénéficie du soutien du ministère de la défense et a été accrédité par la commission du patrimoine des armées. En 2022 le Dassault Ouragan n°297 a été exposé durant 3 mois sur le parvis de l'Hôtel des Invalides à Paris, siège du Musée de l'Armée, dans le cadre d'une exposition hommage à Marcel Dassault et à l'Armée de l'Air et de l'Espace.

## Objectifs
Le musée a pour objectifs :
- la restauration des aéronefs, moteurs, matériels représentatifs du patrimoine aéronautique national ;
- la présentation des collections au public ;
- le développement d'action pédagogiques : accueil de stagiaires des métiers de l'aéronautique, organisation de sessions de cours du brevet d'initiation aéronautique (BIA), accueil des stagiaires en entreprise de l'enseignement secondaire, organisation de conférences ;
- le déploiement d'un centre de documentation permettant d'organiser un fonds d'archives (documents techniques, photographies sur tous supports, documents audiovisuels, documents numériques). Une bibliothèque de prêt ouverte au public est en place.

## Partenaires
Le musée, qui dépend d'une association à but non lucratif, est soutenu par différents partenaires (institutions, collectivités locales ou nationales, industriels, organismes d'enseignement), notamment le ministère de la Défense nationale, des sociétés liées à l'aviation civile et militaire (Aéroports de Lyon, Dassault Aviation, Groupe Safran...), des organismes publics (mairie de Corbas, office du tourisme de Lyon) et des établissements d'enseignement (École centrale de Lyon, Institut National des Sciences Appliquées). Le musée travaille par ailleurs en partenariat avec un grand nombre d'associations locales.

## Galerie

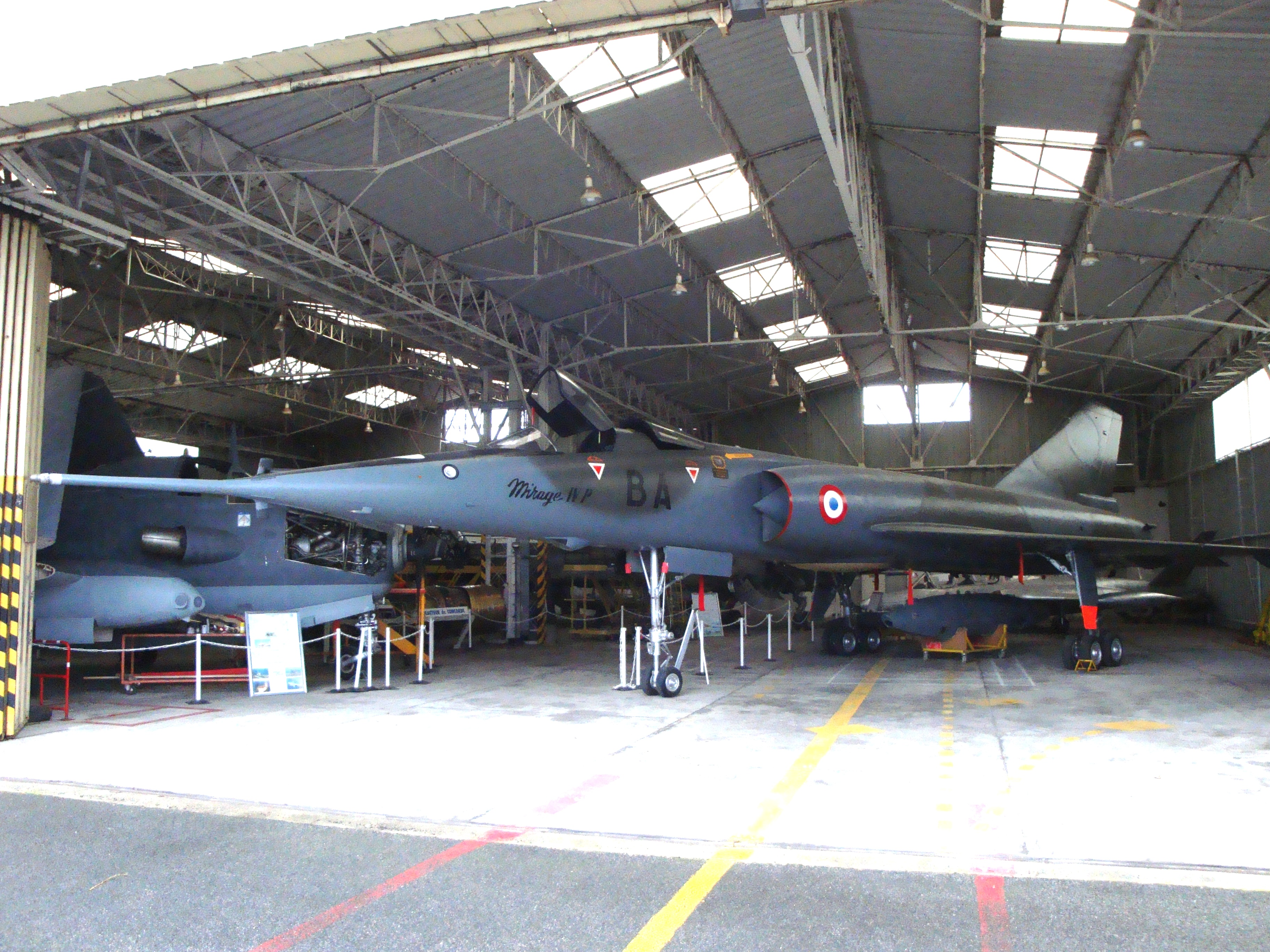
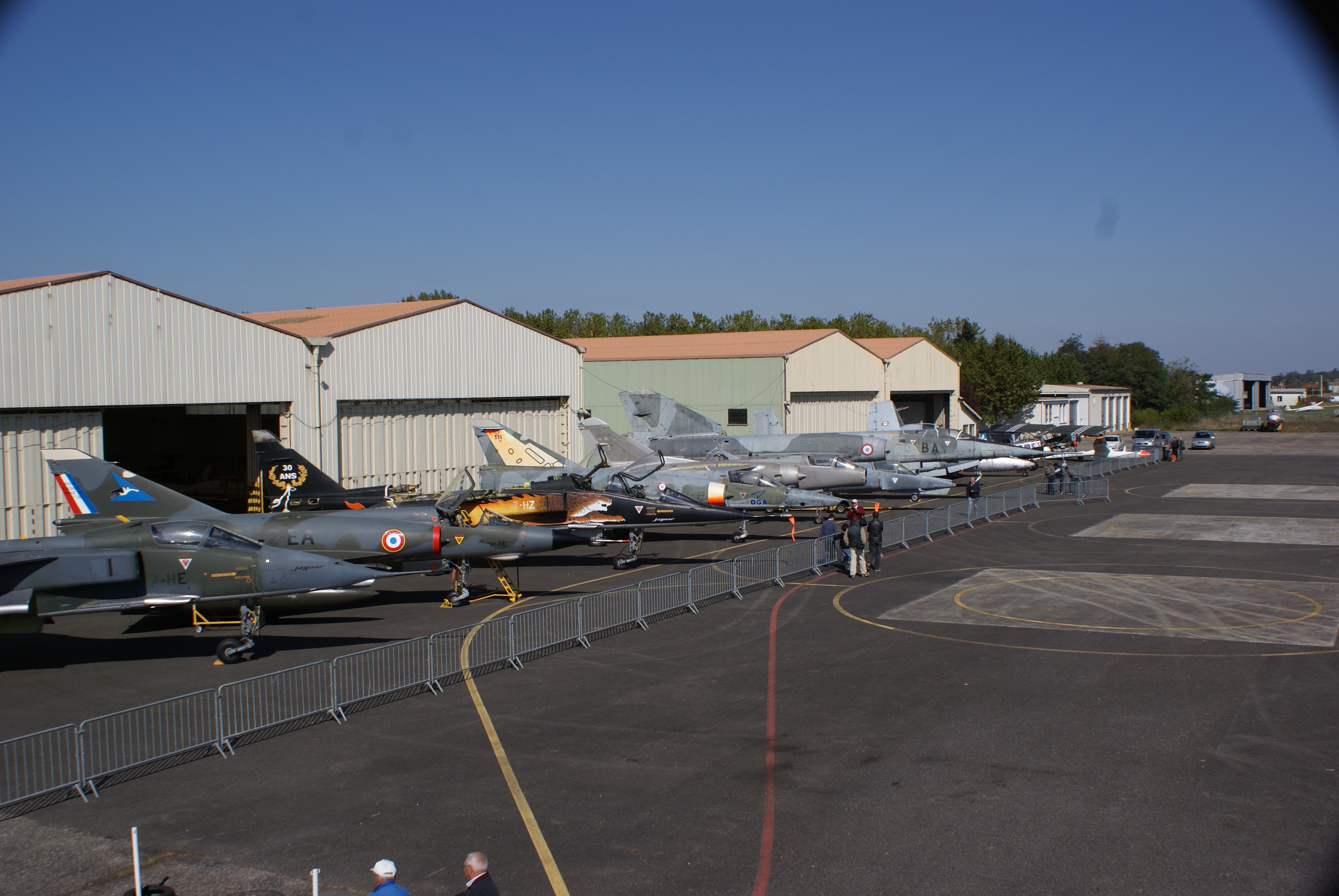
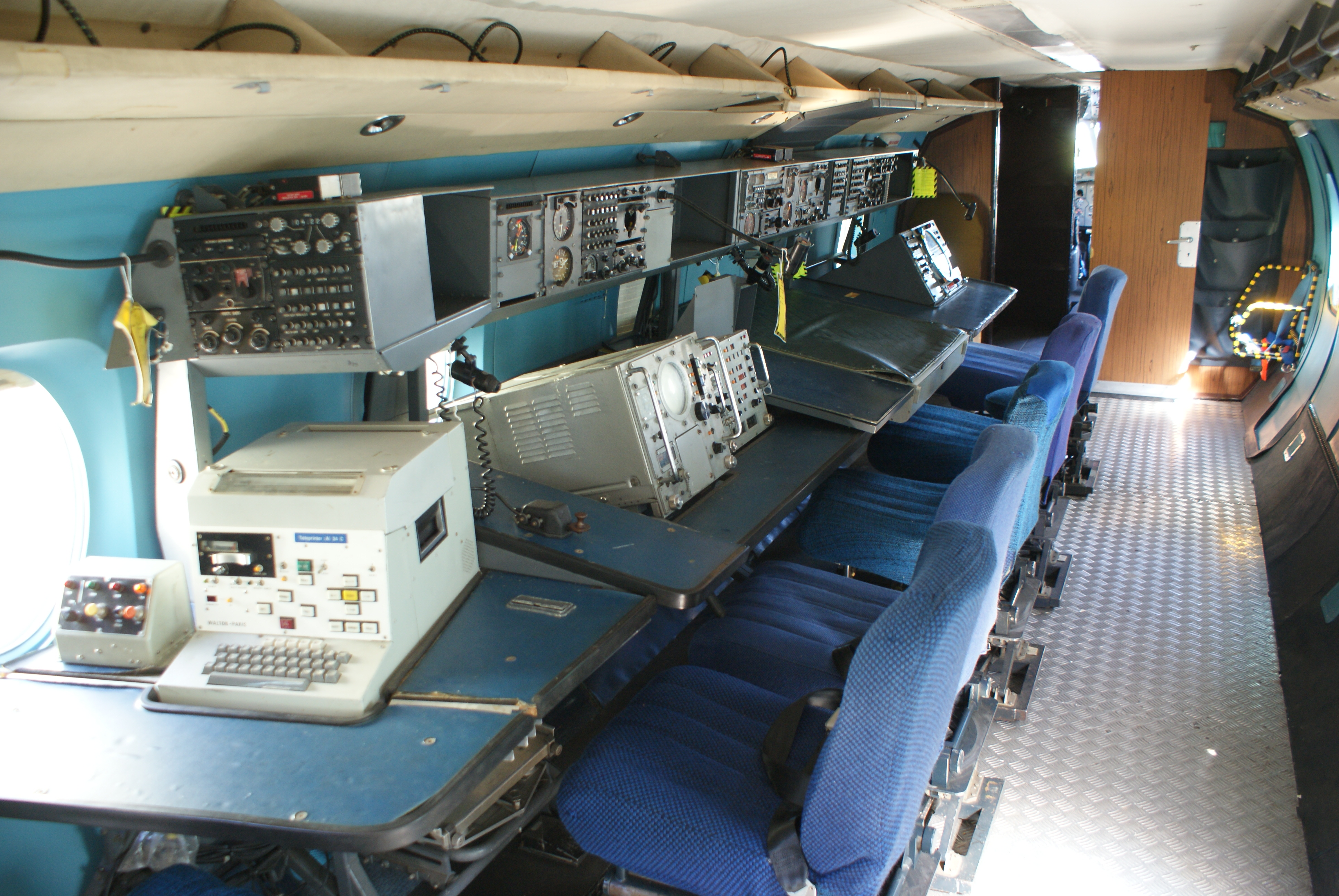
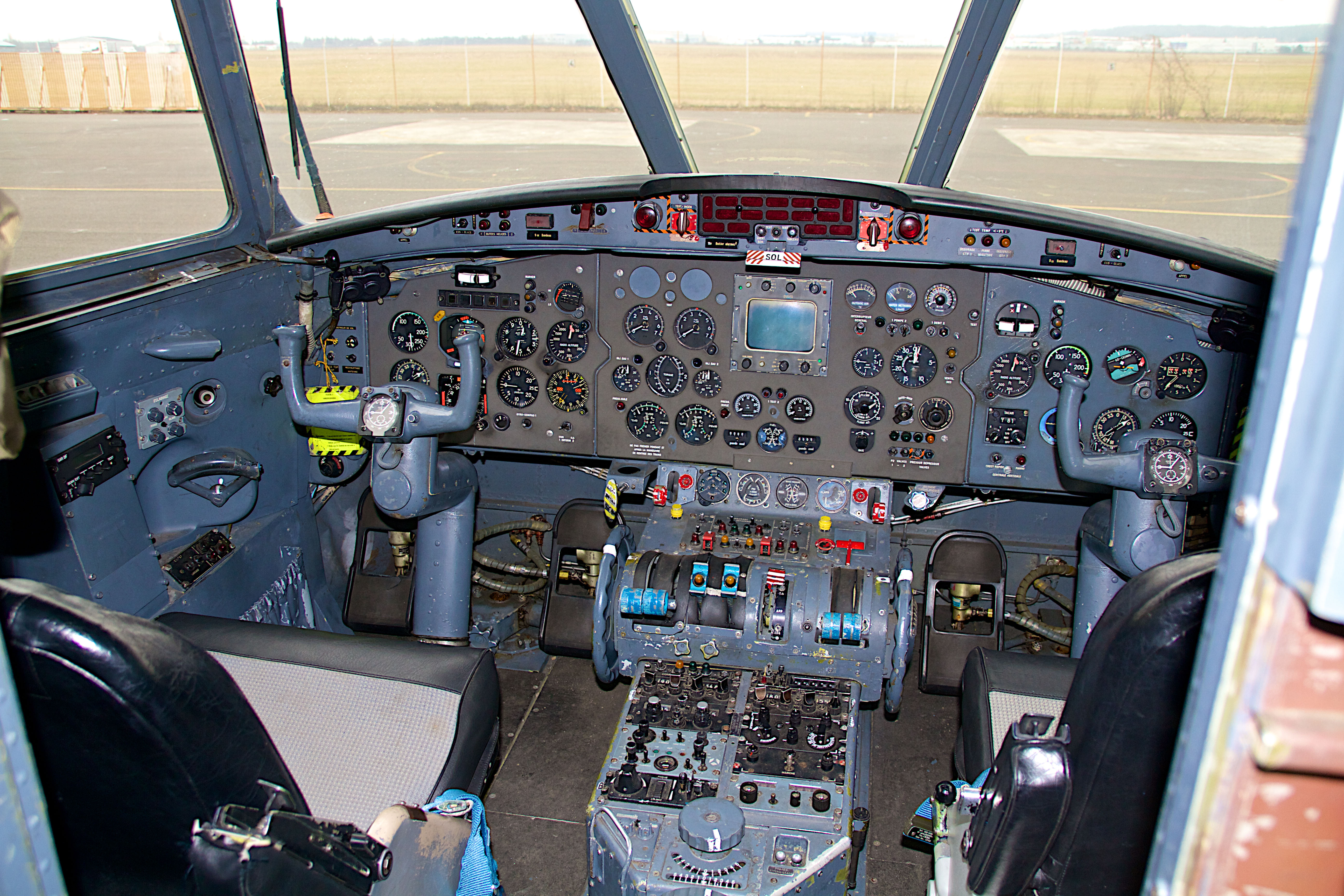
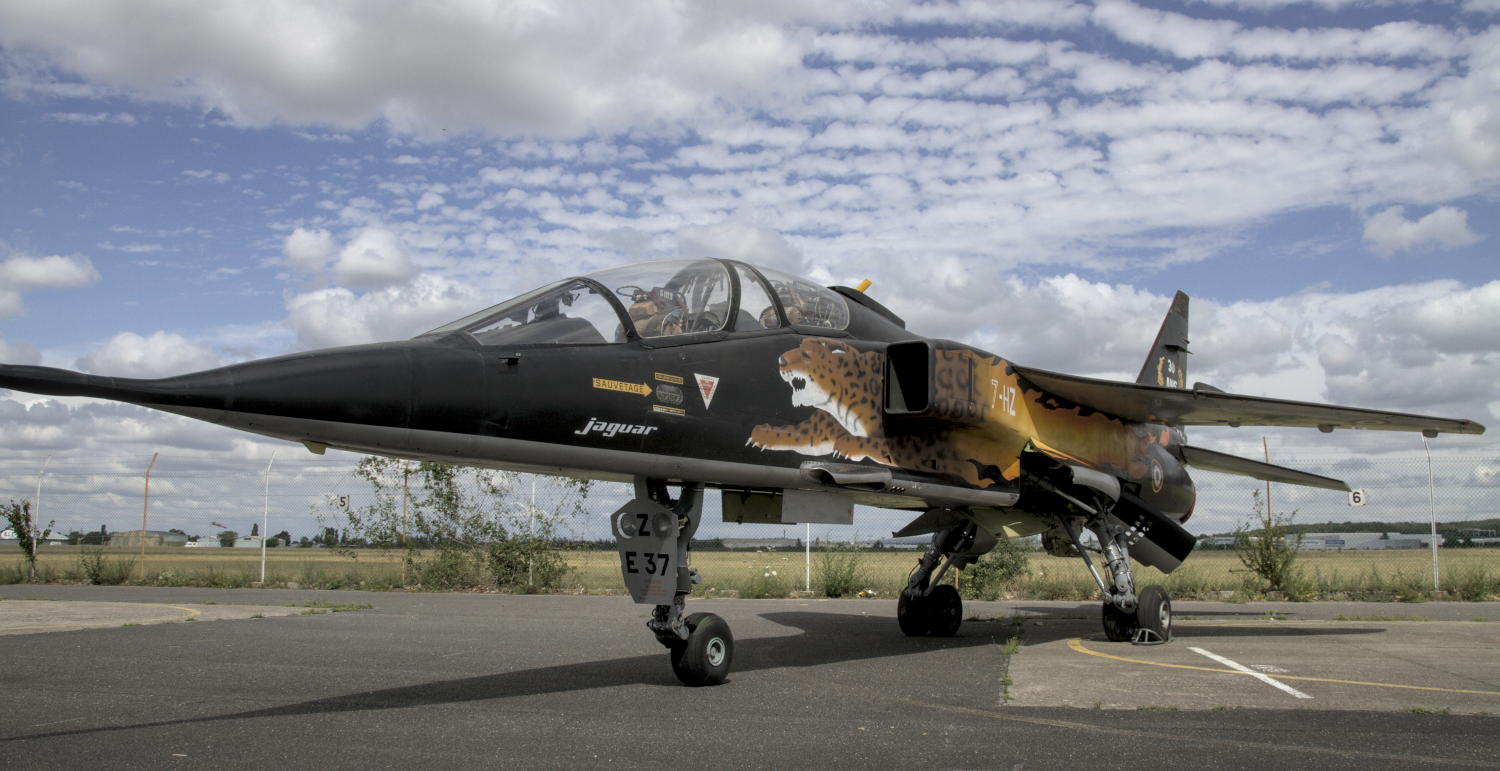
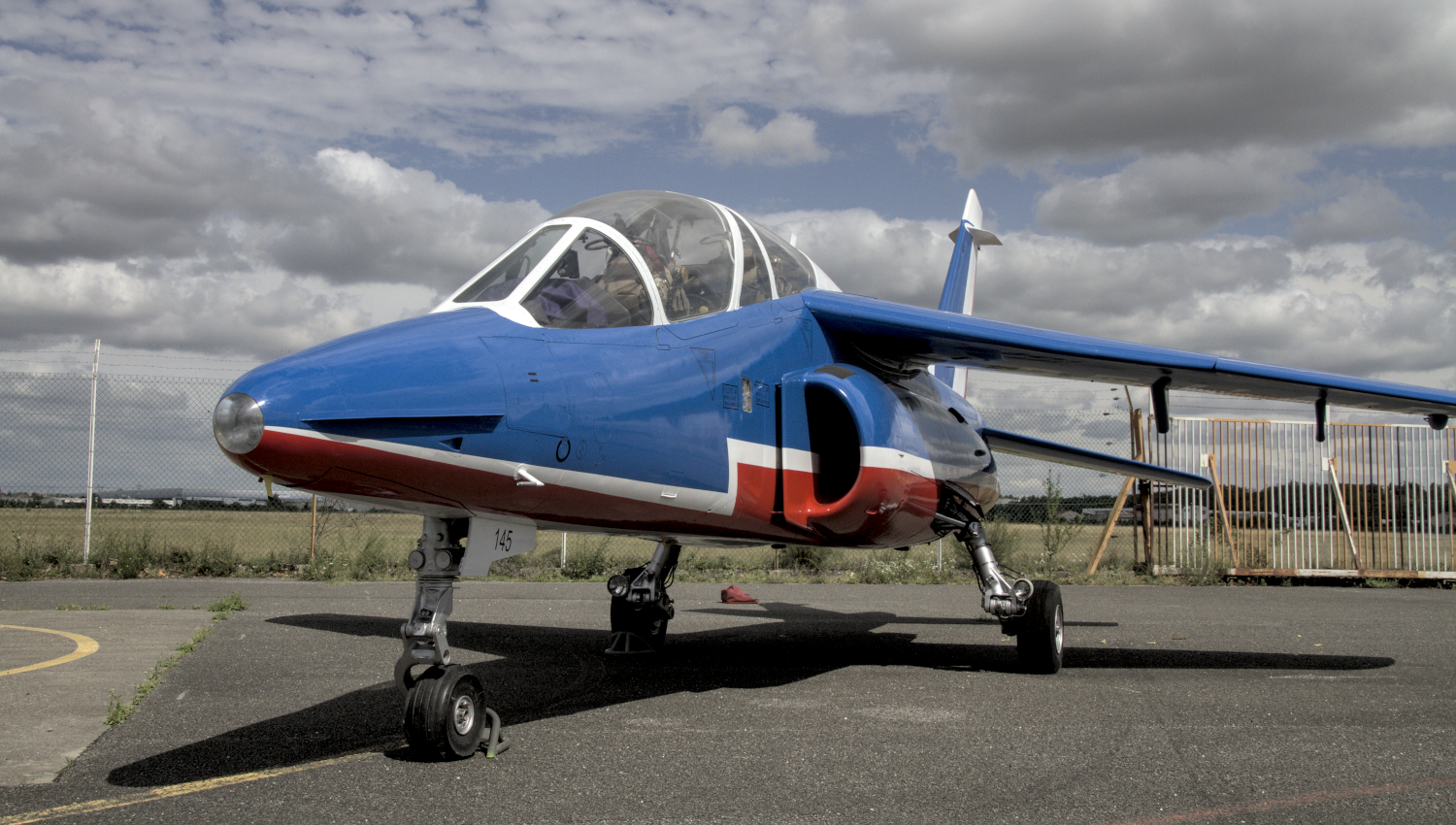
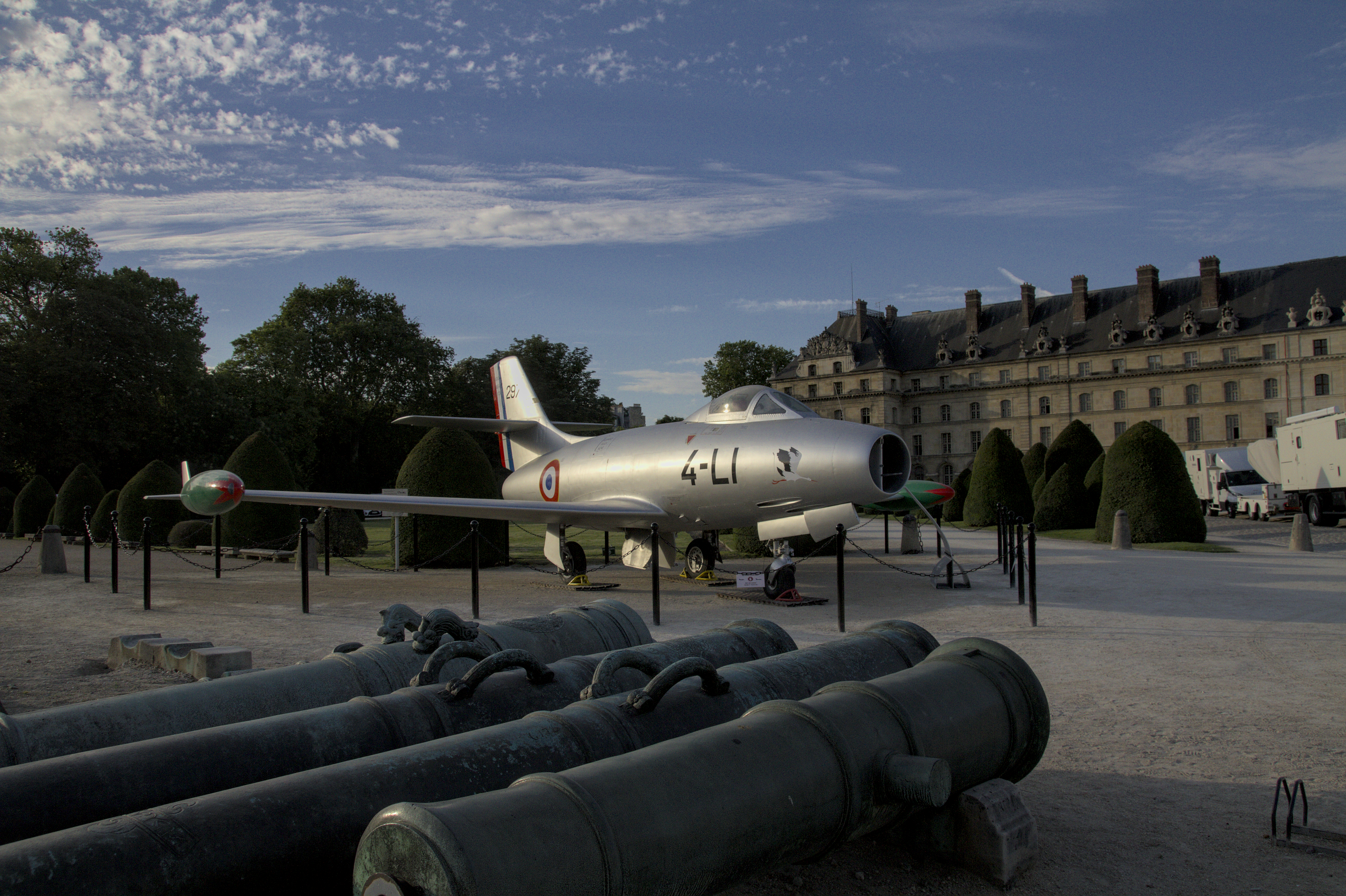
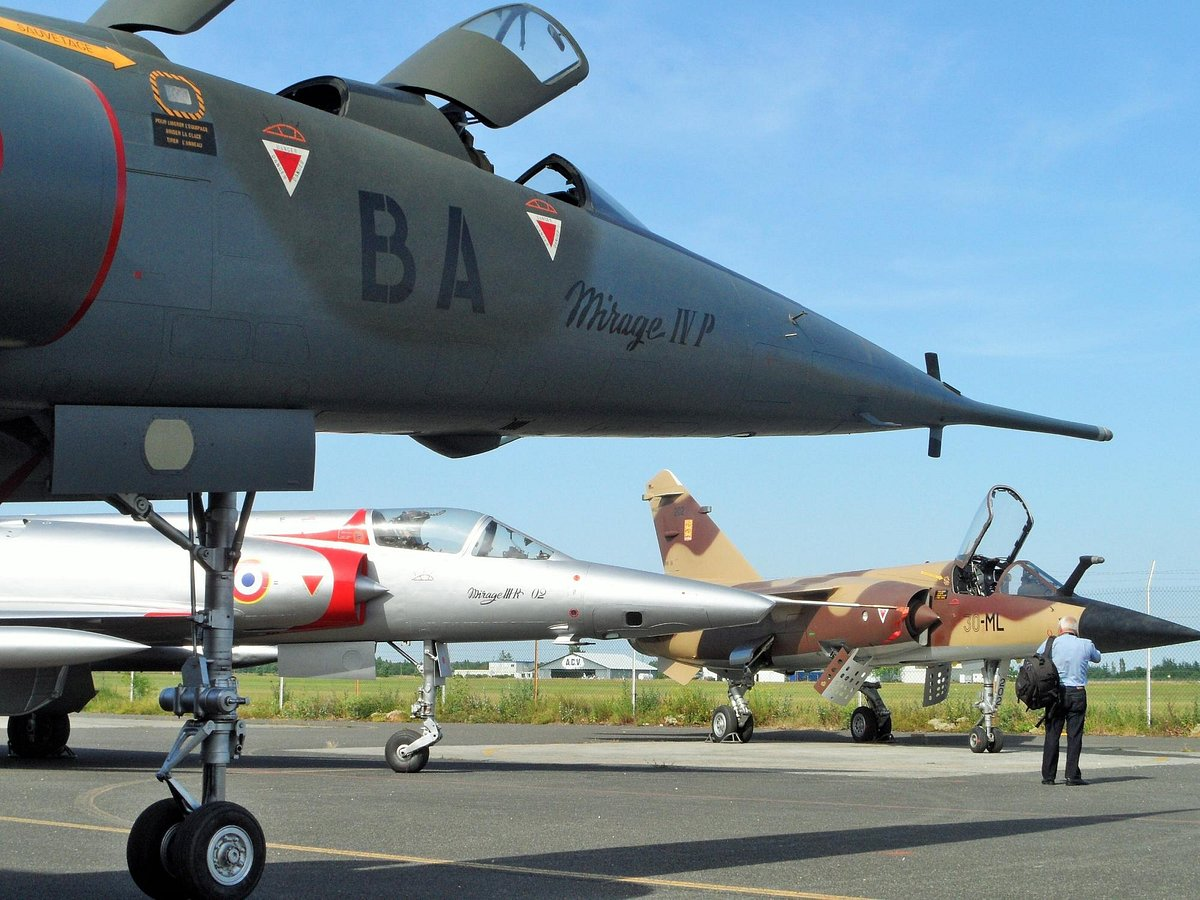
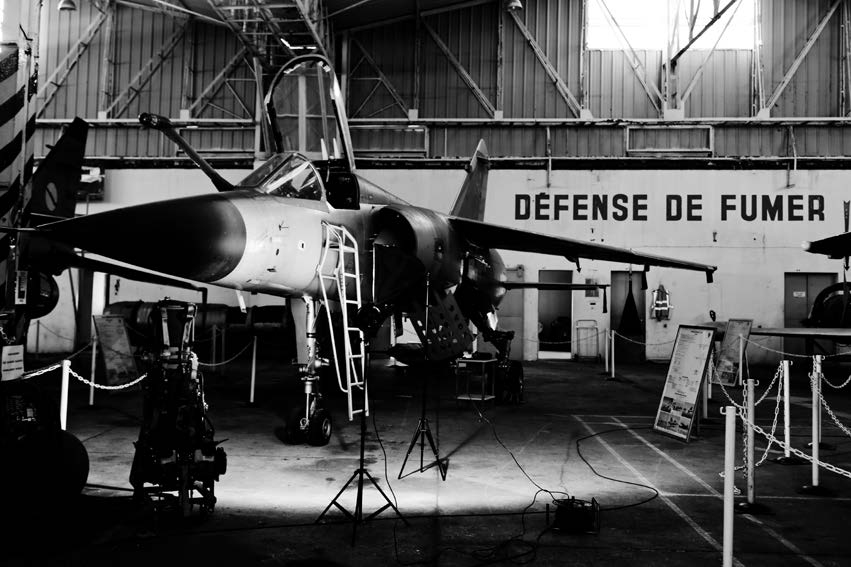
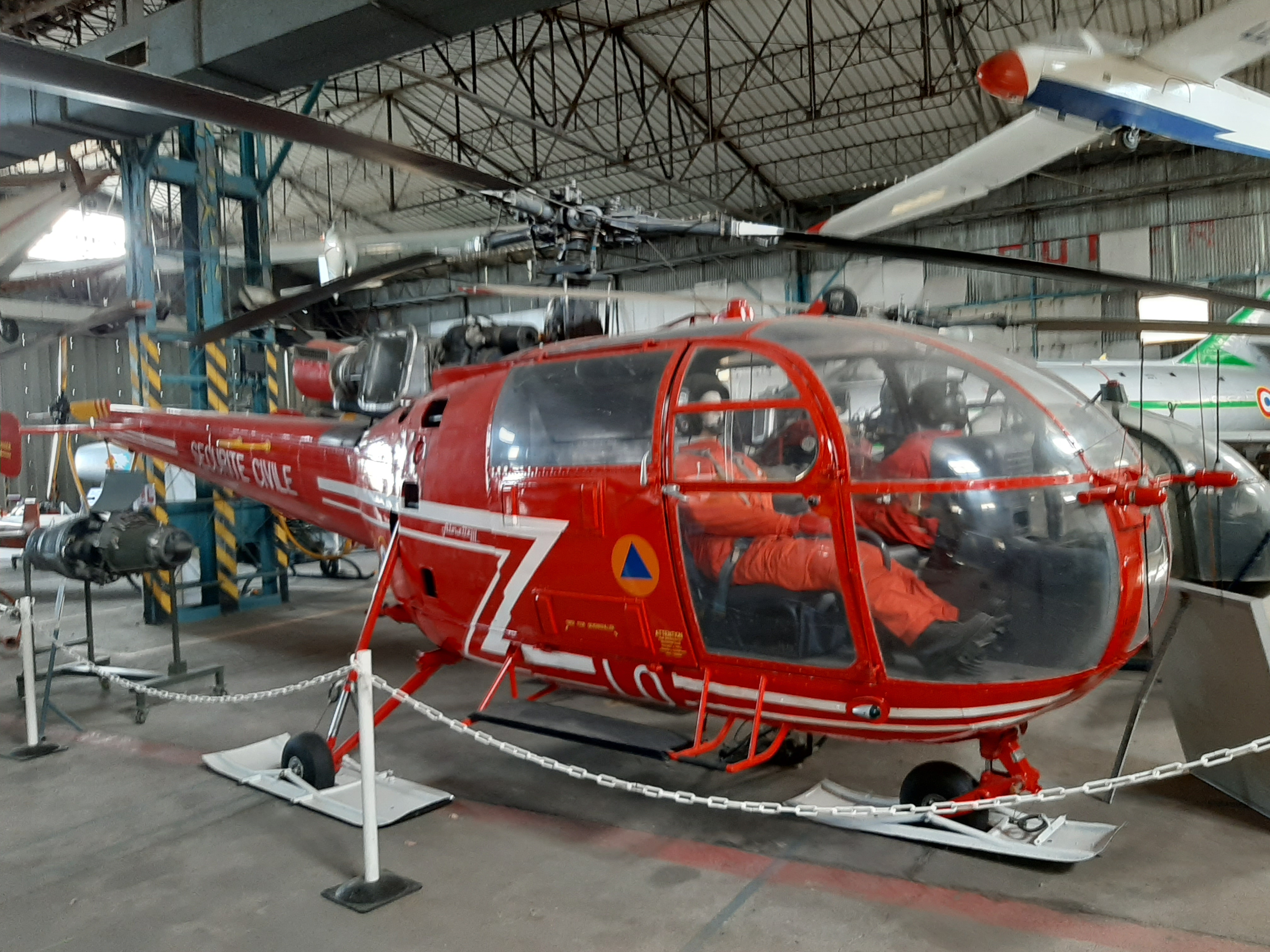
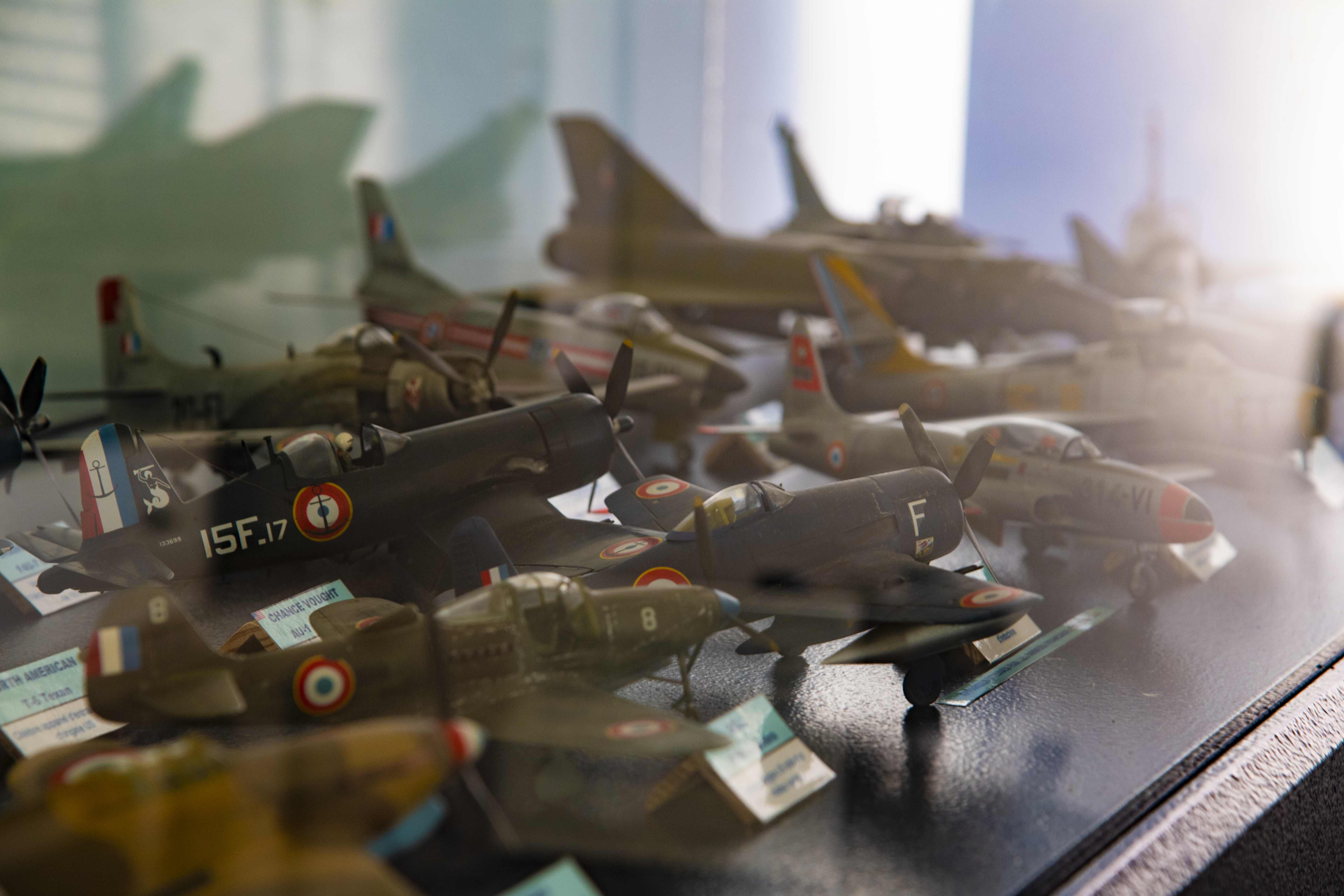
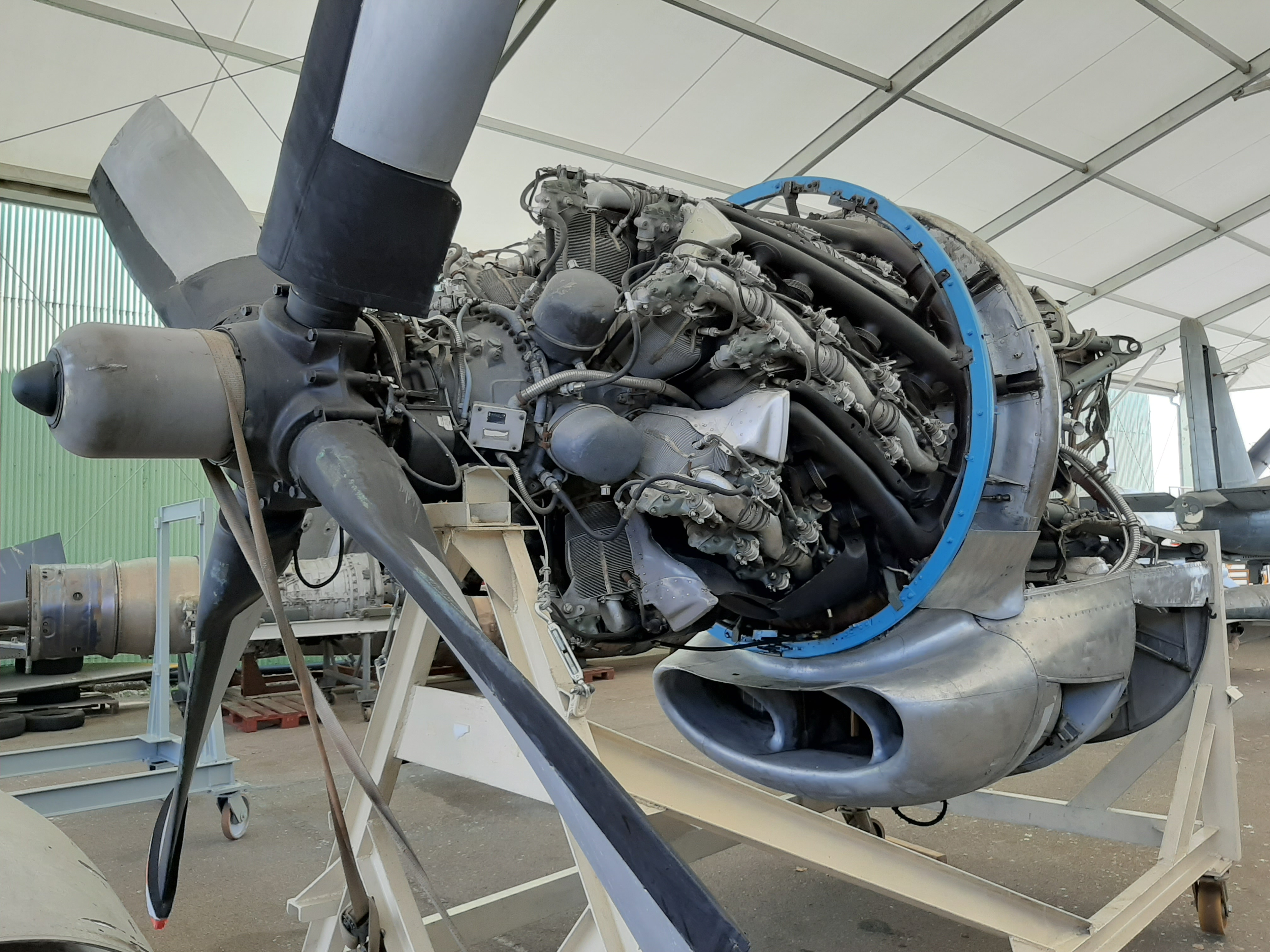
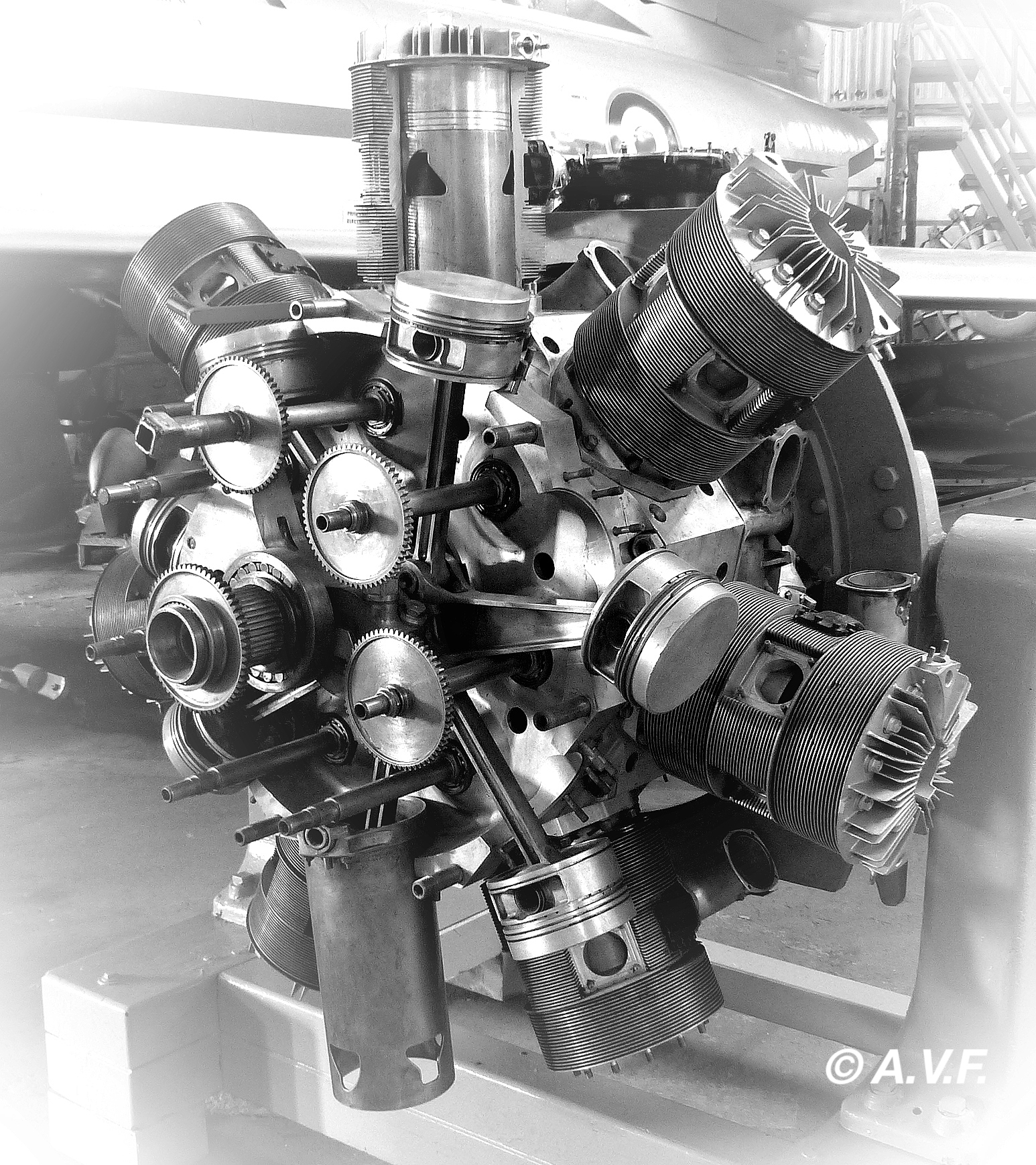
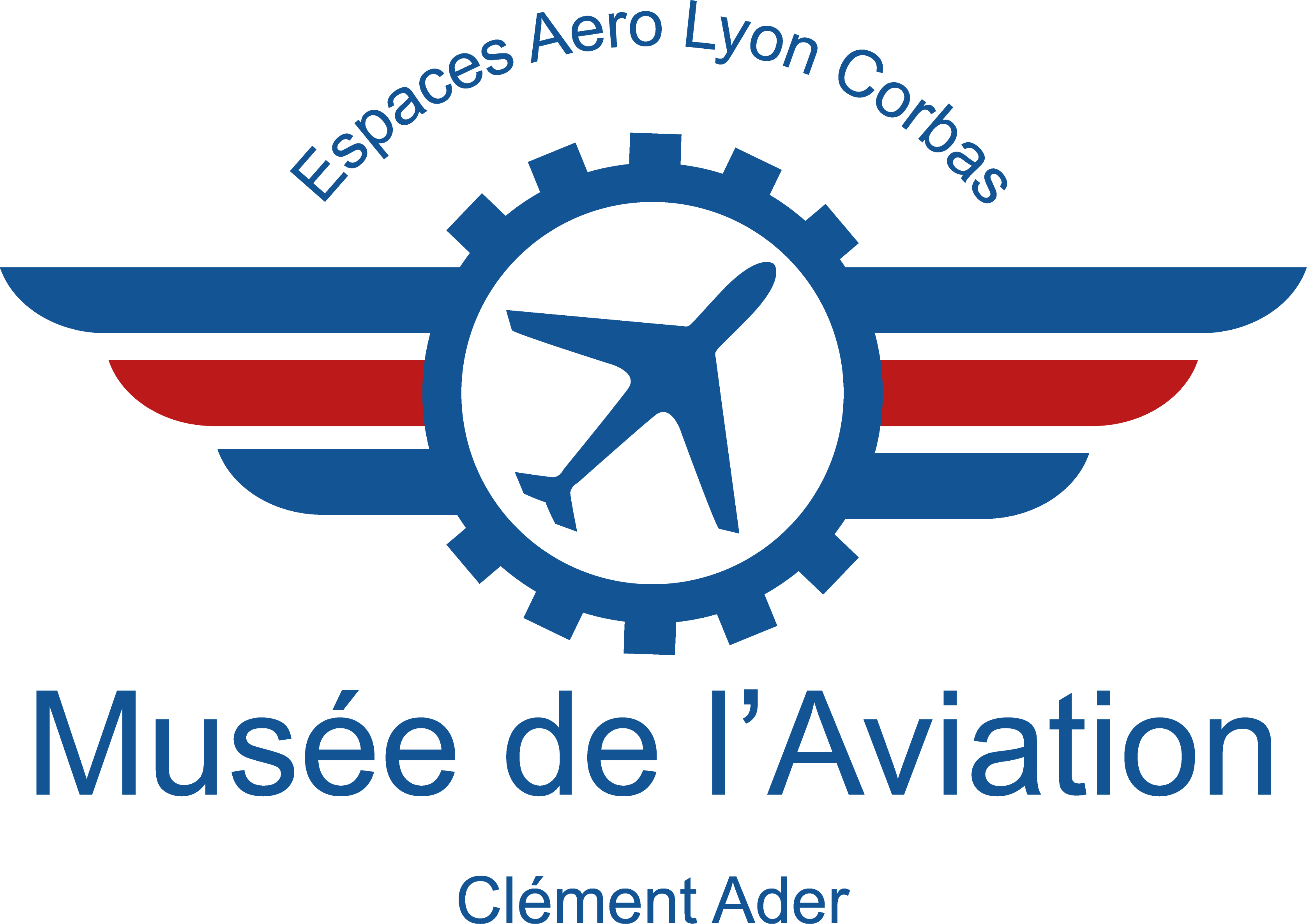